# Barbara Anderson
Barbara Anderson (New York, 27 novembre 1945) è un'attrice statunitense, nota per aver vinto un Emmy Award nel 1968 per l'interpretazione dell'agente di polizia Eve Whitfield nella serie Ironside.

## Filmografia

### Televisione
- Il virginiano (The Virginian) – serie TV, episodio 5x06 (1966)
- Codice Gerico (Jericho) – serie TV, episodio 1x11 (1966)
- I sentieri del west (The Road West) – serie TV, 2 episodi (1966-1967)
- Star Trek – serie TV, episodio 1x13 (1966)
- Laredo – serie TV, episodio 2x19 (1967)
- Ironside – film TV (1967)
- Insight – serie TV, 3 episodi (1967-1971)
- Ironside – serie TV, 105 episodi (1967-1971)
- Mannix – serie TV, episodio 1x01 (1967)
- Paris 7000 – serie TV, 2 episodi (1970)
- The Red Skelton Show – serie TV, episodio 20x02 (1970)
- Marcus Welby (Marcus Welby, M.D.) – serie TV, 2 episodi (1970-1974)
- Missione impossibile (Mission: Impossible) – serie TV, 7 episodi (1972)
- Visions... – film TV (1972)
- Mistero in galleria (Night Gallery) – serie TV, episodio 3x03 (1972)
- L'uomo da sei milioni di dollari (The Six Million Dollar Man) – film TV (1973)
- Don't Be Afraid of the Dark – film TV (1973)
- Medical Center – serie TV, episodio 5x06 (1973)
- The Wide World of Mystery – serie TV, 1 episodio (1973)
- Difesa a oltranza (Owen Marshall: Counselor at Law) – serie TV, episodio 3x21 (1974)
- Strange Homecoming – film TV (1974)
- Harry O – serie TV, episodio 1x10 (1974)
- Amy Prentiss – serie TV, episodio 1x03 (1975)
- Sulle strade della California (Police Story) – serie TV, episodio 2x16 (1975)
- You Lie So Deep, My Love – film  TV (1975)
- L'uomo invisibile (The Invisible Man) – serie TV, episodio 1x04 (1975)
- Ragazzo di provincia (Gibbsville) – serie TV, 1 episodio (1977)
- Wonder Woman – serie TV, episodio 1x09 (1977)
- SST: Death Flight – film TV (1977)
- Switch – serie TV, episodio 3x01 (1977)
- Doctors' Private Lives – film TV (1978)
- Love Boat (The Love Boat) – serie TV, episodio 2x07 (1978)
- Hawaii Squadra Cinque Zero (Hawaii Five-O) – serie TV, episodio 11x14 (1979)
- Star of the Family – serie TV, episodio 1x03 (1982)
- Simon & Simon – serie TV, episodio 2x17 (1983)
- Bonanza: The Next Generation – film TV (1988)
- Il ritorno di Ironside (The Return of Ironside), regia di Gary Nelson – film TV (1993)